# Stenocranus nigrifrons
Stenocranus nigrifrons är en insektsart som beskrevs av Frederick Arthur Godfrey Muir 1917. Stenocranus nigrifrons ingår i släktet Stenocranus och familjen sporrstritar. Inga underarter finns listade i Catalogue of Life.